# Andamio

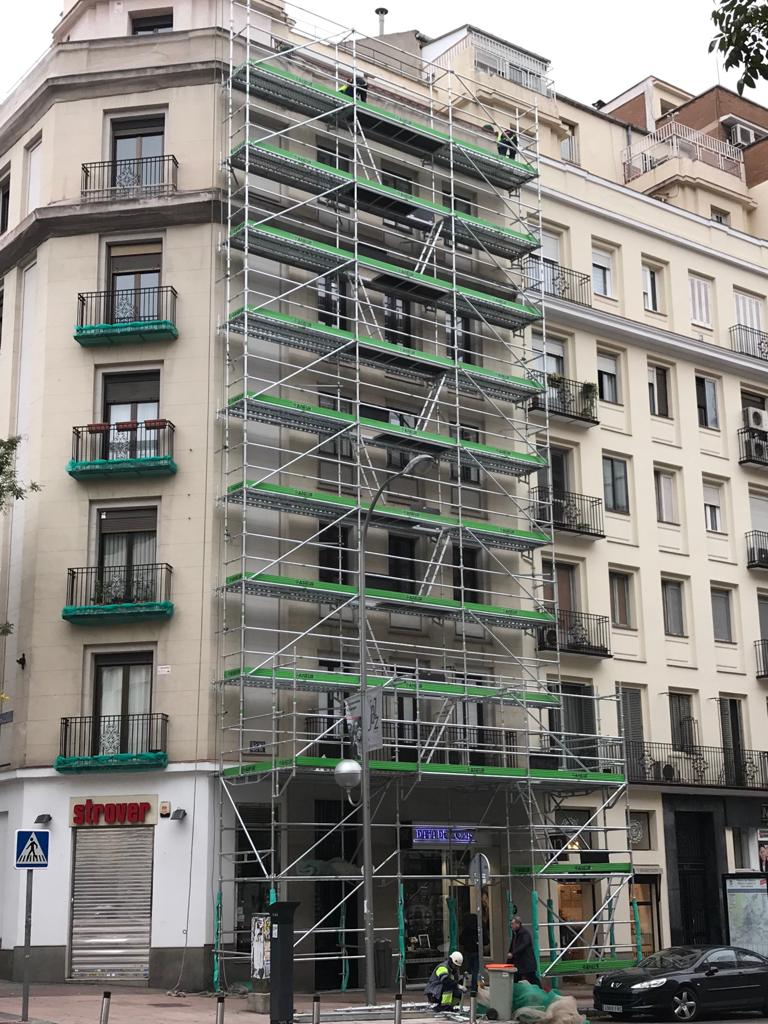
Andamio para rehabilitación en Madrid

Un andamio es una construcción provisional con la que se permite el acceso de los obreros a los distintos puntos de una construcción, así como para llevar material a todos los tajos de obra del edificio en construcción o en rehabilitación de fachadas. A veces con ellos se hacen puentes, pasarelas o plataformas sostenidas por madera o acero (en Asia se emplea bambú). Actualmente se hace prefabricado y modular lo que permite su rápida construcción y modificación, adaptándose a la evolución de la obra. En ocasiones, desvinculándose de su función principal para transformarse en una instalación urbana. Un conjunto de andamios es un andiamaje o andiamada.

## Características

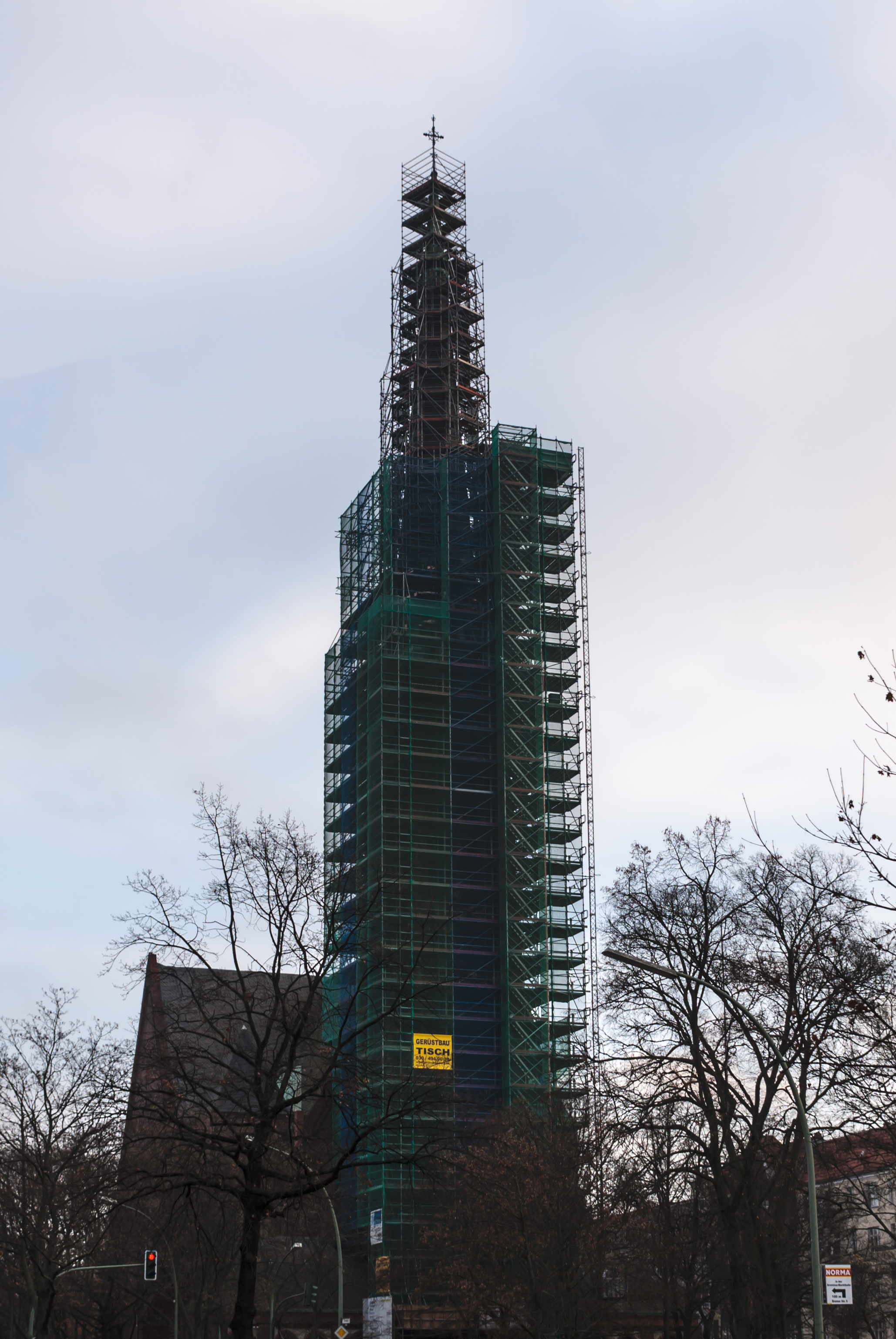

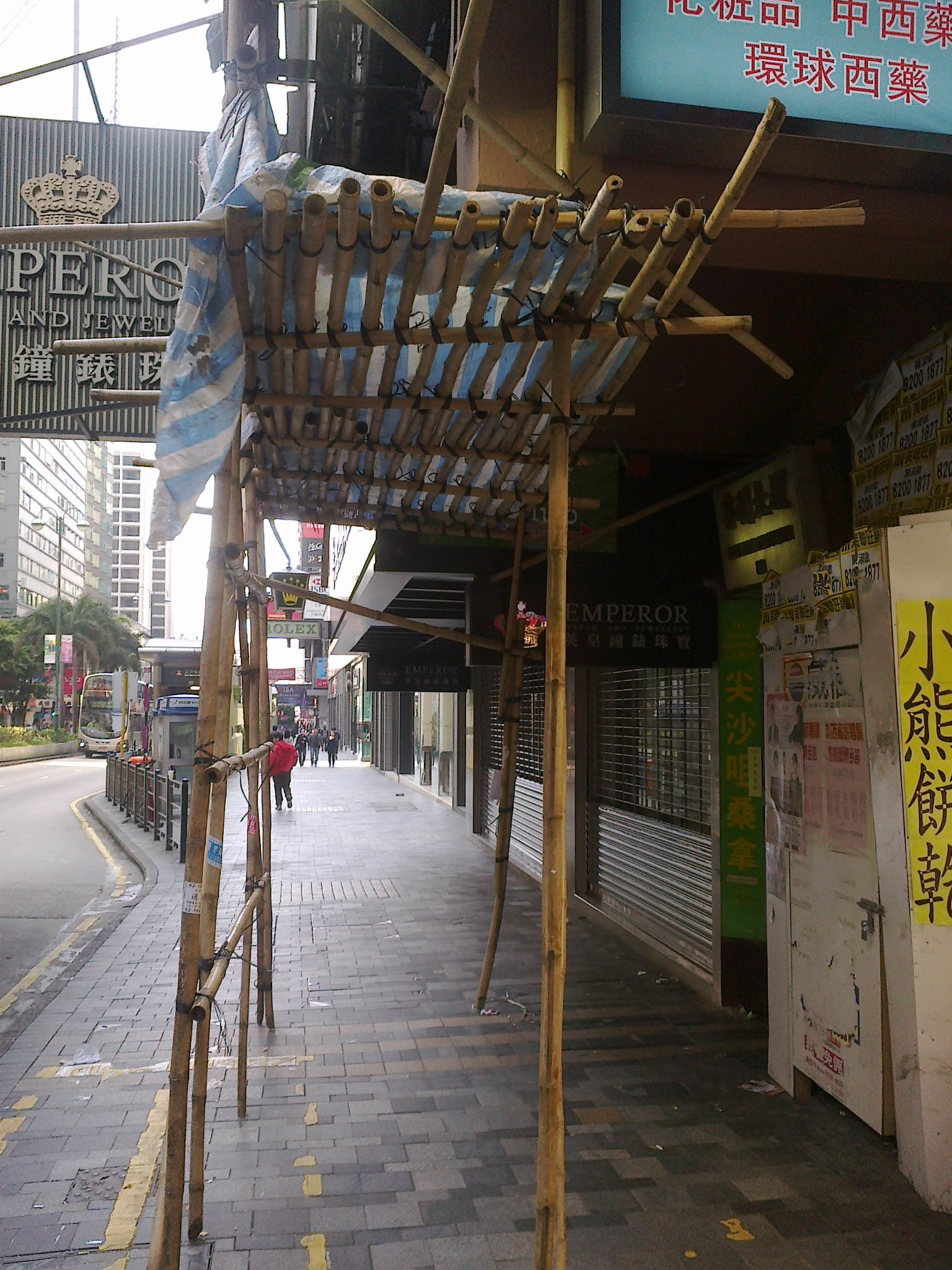

El andamio es una estructura auxiliar o construcción provisional con la que se pueden realizar desde torres hasta pasarelas o puentes. Antiguamente se utilizaba la madera para su realización y aún en algunos países asiáticos se siguen realizando andamios de bambú, pero el metal, especialmente el acero y el aluminio, son los materiales utilizados en la actualidad para su fabricación, aunque también existen variantes realizadas con materiales plásticos.
Su uso más habitual es permitir el acceso de obreros y materiales de construcción a todos los puntos de un edificio en construcción o en proceso de rehabilitación, en obra civil, mantenimiento industrial o construcción naval. Estos andamios se llaman de trabajo.
Las estructuras de andamios pueden tener diversas alturas, pudiendo llegar a alcanzar hasta más de 25 m, según la complejidad de su plan de montaje y siguiendo un estudio de resistencia y estabilidad, así como unas instrucciones para su montaje especificadas en un plan de montaje, utilización y desmontaje. Se han realizado montajes con acero que superan los 120 m de altura.

### Tipos comunes de andamios
- Plataformas suspendidas de nivel variable con accionamiento manual o motorizado para el cambio de altura. Suelen utilizarse en tareas de mantenimiento de edificios, limpieza de cristales, etc. También se le suelen conocer como «góndolas», andamio eléctrico, motorizado o de cremallera. Estos tipos de andamios entran en la clasificación de máquinas y están sujetas en España con las normas UNE EN 1808 para las plataformas suspendidas de nivel variable y UNE EN 1495 y sus modificaciones, para el caso de plataformas de trabajo sobre mástil.
- Andamios plegables, son estructuras modulables al igual que los tipo torre o tubulares que pueden estar suspendidos por sí solos y alcanzar gran altura; su principal característica es que se componen principalmente en una sola pieza que tiende a ser compactable, retraerse o ampliarse al igual que apilarse entres si con los mínimos movimientos y en el menor tiempo, con su cruceta integrada tipo bisagra resulta muy versátil a la hora de constituirlo, existen en diferentes medidas y capacidades pero sin duda es de los más fáciles de armar y desarmar.
- Andamio prefabricado de marco o también llamado europeo, utilizado principalmente para el trabajo en fachadas y que suelen estar apoyados sobre el suelo o suspendidos de alguna otra estructura. Están sujetos en España a las normas UNE EN 12810 y UNE EN 12811, aunque principalmente a la primera, que se centra en andamios de fachada de trabajo.
- Andamio prefabricado multidireccional que vale para cualquier tipo de uso, desde la construcción hasta la industria. Suelen estar apoyados sobre el suelo o suspendidos de alguna otra estructura. Están sujetos en España a las normas UNE EN 12810 y UNE EN 12811.
- Andamio tubular europeo,[5] ofrece una gran resistencia y versatilidad para el acceso en altura y su norma de referencia es la UNE EN 1004.
- Torres móviles o escaleras de acceso. Son andamios que tienen por característica principal no tener fijaciones o amarres a punto firme ya que se mueven al estar colocados sobre ruedas. La norma de referencia es la UNE EN 1004. Las escaleras de acceso son andamios dedicados al acceso a distinto nivel.
- Torres de cimbra. Son estructuras, realizadas a veces con los mismos elementos de un andamio de trabajo, cuya función es sustentar cargas en lugar de habilitar una zona de trabajo en altura. Existen varias configuraciones siendo las normas de referencia la UNE EN 12813 y para un caso más generalizado de cimbras la UNE EN 12812.

Además de los tipos mencionados, existen otras estructuras temporales que difieren de éstas tanto en la norma de referencia como en la aplicación para la que están concebidas, teniendo en común muchas veces los mismos elementos tubulares. Como ejemplo se tienen las gradas y escenarios temporales para espectáculos.

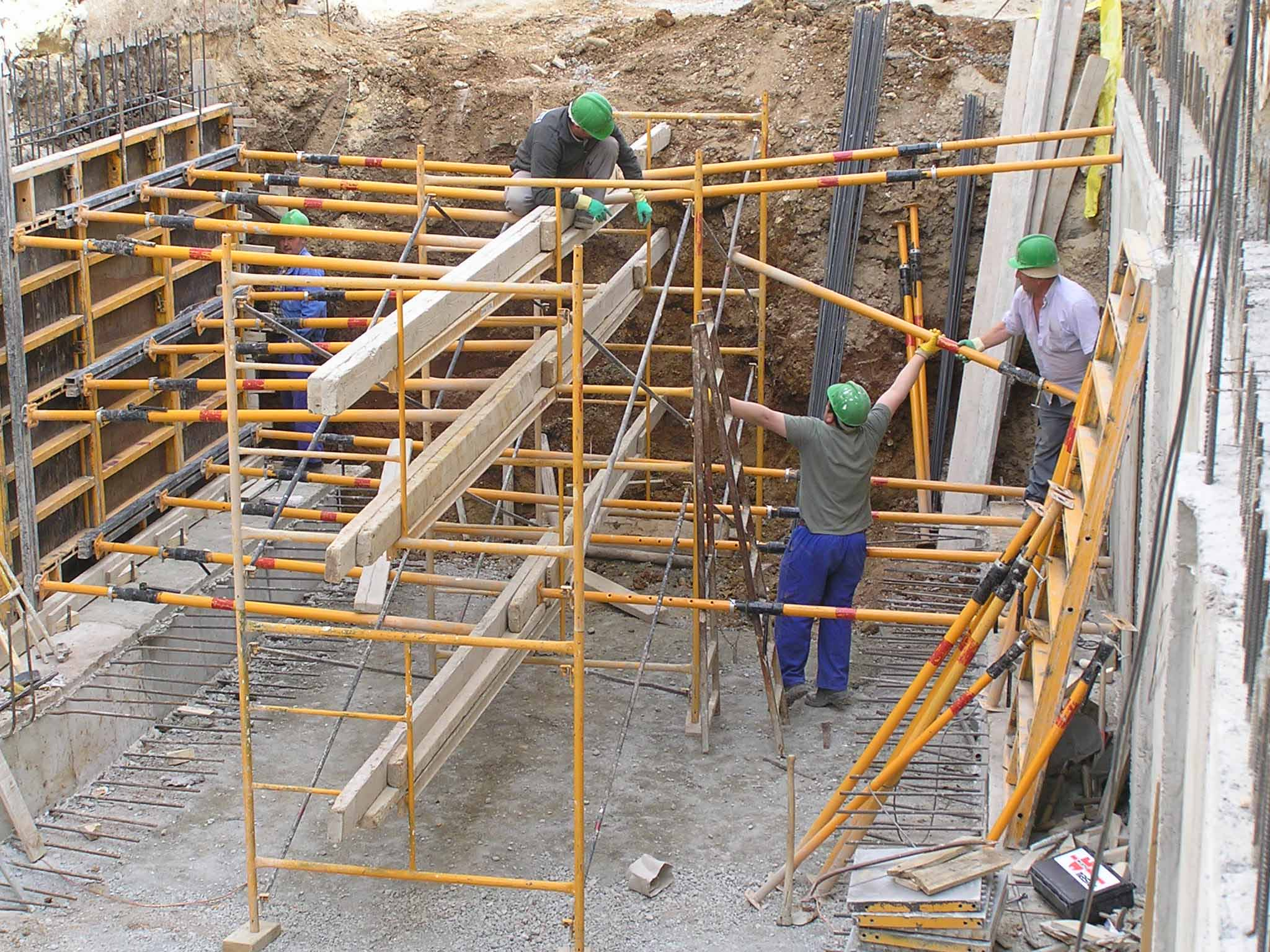
Andamios para la sujeción del terreno.

### Partes de un Andamio tipo Ring Lock
El sistema de andamios Ring Lock permite realizar conexiones en diferentes direcciones, para realizar diferentes tipos de montajes, en estructuras rectas o curvas.
Los andamios multidireccionales o Ring Lock se componen de las siguientes partes:
- Placa base: Desde la cual nivela el suelo para elevar la estructura.
- Cuello: se une con la placa base para construir el andamio.
- Verticales: Son el soporte del andamio. Tienen un rosetón cada 50 cm donde se unen los horizontales y las diagonales.
- Horizontales y diagonales: Estos le dan la forma y el soporte a la estructura del andamio.
- Escaleras y plataformas: Son las estructuras interiores por donde se desplazan los operarios de los andamios entre los niveles.

### Proceso montaje andamiaje
Aunque el proceso de montaje de un andamiaje presenta múltiples características particulares que en muchos casos vienen determinadas tanto por la normativa del país como de las especificaciones indicadas por el fabricante atendiendo al tipo de andamio, por norma general deberemos de considerar los siguientes pasos en su montaje:

#### Montaje nivel base
1. Preparación de las bases. Sobre una superficie plana del terreno (cuando el suelo es batido se recomienda el uso de tablas de madera) se colocarán los niveladores de base que soportarán la estabilidad y peso del andamiaje.
2. La colocación del inicializador. Es el elemento que une los niveladores de base, una «barra» que los une y que normalmente se encuentra a una distancia de unos 70 cm.
3. Colocación del elemento de andamio. Corresponde a la estructura vertical en «barras» que se encajan en los niveladores de base.
4. Colocación de las barras y diagonal. Son las «barras» en horizontal y diagonal (también llamados guardaespaldas) que une la estructura vertical y estabiliza el andamiaje en general.
5. Colocación plataformas de acceso y metálicas así como la nivelación del montaje. Son elementos horizontales normalmente metálicos que aparte de estabilizar la estructura y plomada del andamiaje, forman la superficie de acceso, trabajo del operario y apoyo de material. Deberá de ser una superficie antiderrapante.
6. Colocación del guardacuerpos. Es el elemento estructural que protegerá al operario a modo de barandilla en su zona de trabajo y para evitar caídas, que además también tendrá barras diagonales para un mayor refuerzo.

#### Montaje nivel superior
1. Reiniciamos el proceso de montaje desde el punto tres al seis anteriormente reseñados. Colocaríamos elementos de andamios unos sobre otros, primero en su parte vertical y posteriormente las barras horizontales y guardaespaldas con las diagonales de seguridad y las correspondientes barandillas para la seguridad de los operarios.
2. Colocación de rodapiés. Los rodapiés son encajados sobre las plataformas de trabajo en concordancia con las exigencias de la normativa.
3. Colocación escalera de acceso. El acceso a los niveles de trabajo se realiza por una escalera interior encajada en la propia estructura del andamiaje.
4. Colocación de los terminales de andamiaje. El último nivel del andamio se encierra con los terminales de andamio según normativa y albergar los elementos de seguridad exigidos según Ley pertinente. Que deberá de contener los elementos de Guardacuerpos reseñados en el punto 6.

Como apunte, se debe de tener en cuenta que el desmontaje de un andamiaje es invertir el proceso reseñado anteriormente.

### Clasificación de andamios de trabajo
En España existen las normas UNE EN 12810 y UNE EN 12811 que se encargan de definir y clasificar los andamios tubulares estandarizados. Estas normas incluyen unas características mínimas de calidad para los materiales, unos procesos estandarizados de comprobación y caracterización de cada elemento clave así como unas geometrías adecuadas para cumplir su función. Para poder comprobar la adecuación a estas normas existen certificados emitidos por entidades como AENOR donde se recoge el resultado de auditorías y ensayos. Una de las conclusiones de las normas, y por lo tanto de los certificados, es la adecuación del andamio a un tipo de uso, que viene definido por una carga de uso máxima y que tiene relación con el trabajo que se puede realizar encima. Las clases de andamio y su carga de servicio son:
- Clase 1: 0,75 kN/m²
- Clase 2: 1,50 kN/m²
- Clase 3: 2,00 kN/m²
- Clase 4: 3,00 kN/m²
- Clase 5: 4,50 kN/m²
- Clase 6: 6,00 kN/m²

Además de la carga de servicio, que suele ser el parámetro que se considera de manera principal, se fijan otros parámetros como el tipo de acceso, el ancho, el tipo de cubrición aceptable, etc., que acaban de definir la usabilidad del equipo en cada situación.
En la antigua norma UNE 76-502-90, hoy derogada, se tenía una tabla que permitía relacionar esa carga con tipos de trabajos habituales en construcción, siendo usados hoy en día datos que se basaban en esa tabla y que se resumen a continuación:
- Andamios ligeros: Son adecuados los trabajos de limpieza, pintura, carpintería, revestimientos de fachadas, tejados, saneamientos y en la industria en general para la realización de diversos trabajos en altura. Las clases de andamio habituales en estas situaciones son: 1, 2 y 3. Téngase en cuenta que la clase 1 es de escasa aplicación y que la albañilería ligera suele necesitar la clase 3 como mínimo.
- Andamios pesados: Son andamios de protección, aunque también se emplean en los trabajos que manipulan hormigón o en los muros, rehabilitación de fachadas, construcciones industriales diversas y en cualquier otro caso que exija un andamio con bandeja ancha de gran capacidad de carga. Las clases de andamio habituales en estas situaciones son: 4, 5 y 6. Téngase en cuenta que la clase 4 es la habitual en albañilería y las superiores son de aplicación en función del almacenamiento de material (para su puesta o retirada). Como ejemplo típico está la retirada de piedra en rehabilitación como tipo de andamio clase 6. En la norma UNE EN 1004 se considera una carga de servicio de hasta 2.00 kN/m², por lo que limita su aplicación a trabajos ligeros salvo un estudio específico para casos especiales que se puedan salir de la norma.
- Andamios móviles: Son andamios ligeros, generalmente fabricados en aluminio, que cuentan con ruedas en la base que posibilitan su desplazamiento. Sus principales ventajas son su facilidad de transporte hasta el lugar de empleo, su rapidez de montaje y su movilidad.Se utilizan como alternativa a instalaciones más grandes en forma de andamios fijos, pudiendo abarcar la misma superficie de trabajo pero con un coste de montaje y desmontaje muy inferior. Por el contrario, los andamios fijos disponen de múltiples plataformas de trabajo que permiten trabajar a varios operarios simultáneamente. Cumplen estrictas normativas constructivas de seguridad y están dotados de elementos tales como rodapiés, para asegurar la integridad tanto de los operarios que trabajan en ellos (barandillas, trampillas de paso, etc.) como de las personas que circulen en las proximidades de los mismos (rodapiés, señalización, etc.) Las ruedas disponen de frenos y mecanismos de nivelación para salvar pequeños desniveles. Debidamente afianzados y lastrados permiten trabajar a alturas de hasta 8 m en exteriores o 12 m en interiores, salvo estudio específico fuera del ámbito de la norma por técnico competente. En la norma UNE EN 1495 se pide que el fabricante fije una carga nominal de trabajo así como una carga máxima para las extensiones, estando relacionada otra vez esa carga máxima con el tipo de trabajo a realizar. Además, se cumplirá lo referente las limitaciones de recorrido de la máquina o conectividad con otras que marque el fabricante.
- Andamio Cremallera: A modo de ejemplo, permitirían el trabajo en fachada con distintas configuraciones permiten abarcar hasta 3000 m² de fachada y cargar hasta 1500 kg. Otra de sus ventajas es la rapidez de montaje, pudiéndose abarcar una superficie de 30 × 20 m en un solo día con dos montadores. Existen distintas combinaciones: en un solo mástil hasta 10 m horizontales de fachada y en dos mástiles hasta 30 m horizontales de fachada, en ambos casos se alcanzan los 100 m de altura. Tiene una desventaja frente al andamio tubular y es que solamente se puede trabajar en un nivel.

## Normativa y seguridad

### México
En México, la legislación sobre las medidas de seguridad de andamios y otros equipos para la realización de trabajos en alturas están contenidas en la NOM-009-STPS y el Reglamento Federal de Seguridad y Salud en el Trabajo.

### Chile
En Chile, la normativa de andamios incluye la NCH 997 (Terminologías y clasificación) y NCH 998 (Requisitos generales de seguridad). Además de la NCH2501/1 (Requisitos generales), NCH2501/2 /Requisitos estructurales).

### Colombia
En Colombia, la normatividad vigente, regulada por el Ministerio de Trabajo, para el uso de andamios certificados bajo la resolución 1409 de 2012, Artículo 18, dice: «Todo sistema de acceso para trabajo en alturas y sus componentes, debe cumplir las siguientes condiciones o requisitos para su selección y uso: 1. Deben ser certificados y el fabricante debe proveer información en español, sobre sus principales características de seguridad y utilización».

### España
En España, se fija la normativa en el Real Decreto 2177/2004 de 12 de noviembre, por el que se modifica el Real Decreto 1215/1997, de 18 de julio, donde se establecen las disposiciones mínimas de seguridad y salud para la utilización de los equipos de trabajo en altura.
El BOE n.º 274 13-11-2004 recoge la normativa estándar de montaje, utilización y seguridad de diferentes tipos de estructuras entre ellas los andamios.

## Andamio de bambú
En muchas partes del mundo, los andamios están hechos de bambú. Los andamios de bambú son un tipo de andamio ampliamente utilizado en los trabajos de construcción durante siglos. Muchos hitos famosos, en particular La Gran Muralla China, se construyeron con andamios de bambú, y su uso continúa hoy en día en algunas partes del mundo.
El bambú negro, pequeño y recto, se utiliza para los interiores. El bambú verde, largo y flexible, se utiliza para los exteriores. Sólo se permite utilizar bambú de más de tres años para garantizar su resistencia. Los tallos de bambú se atan con tiras de fibra de coco.

## Galería de imágenes

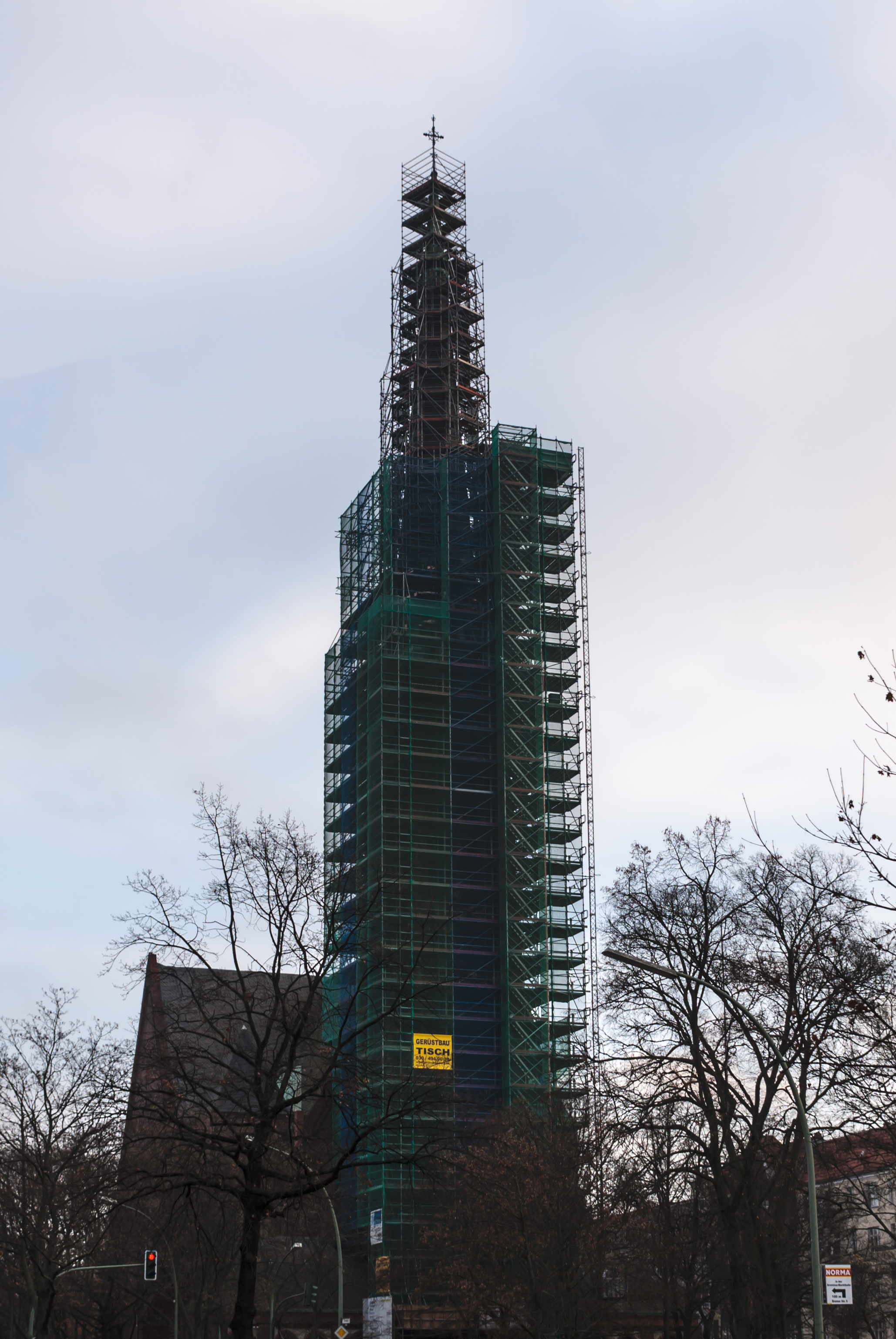
Iglesia con un andamio.
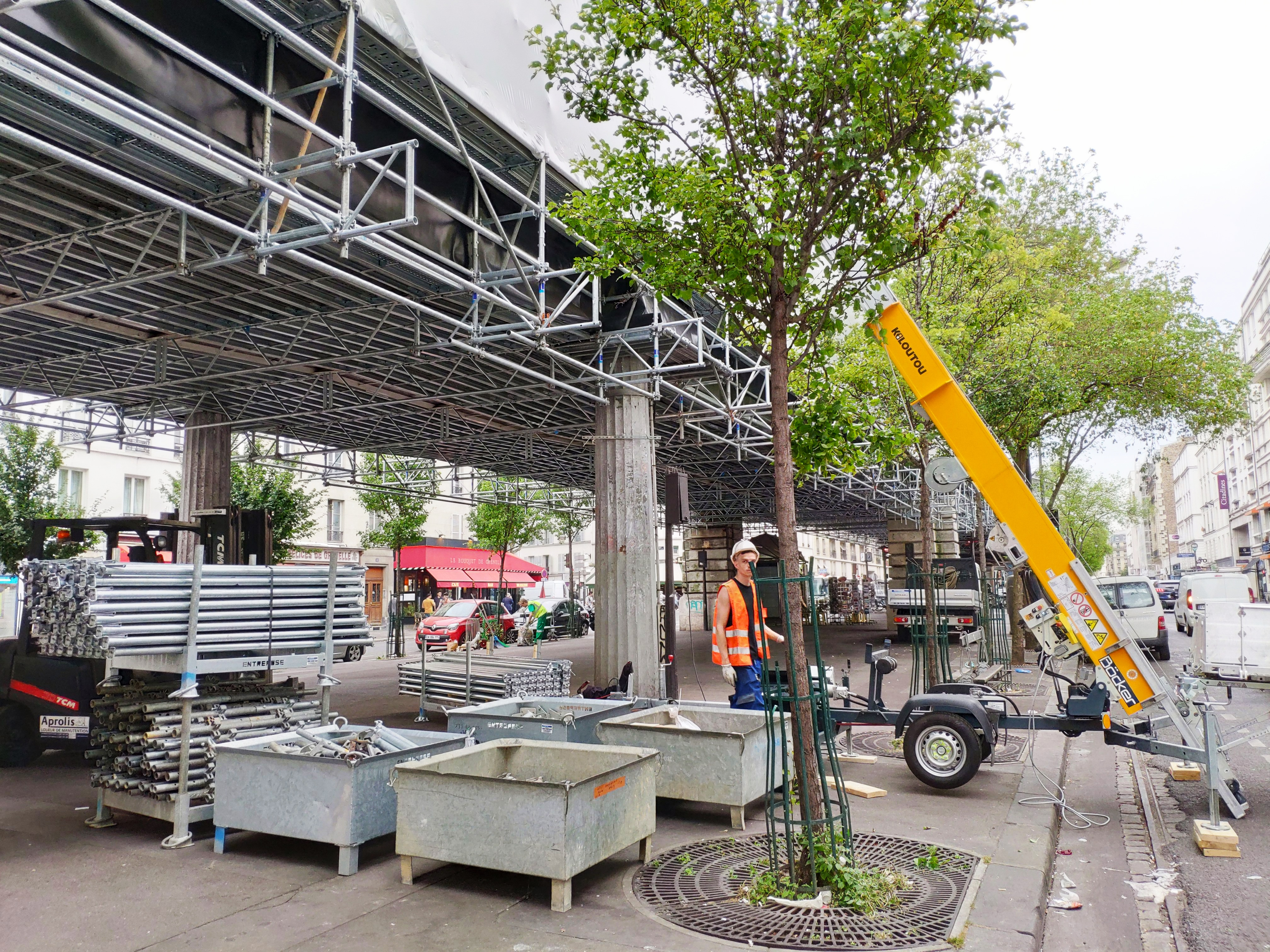
Andamio suspendido que permite a los trabajadores operar sobre el tablero del metro aéreo Grenelle, París.
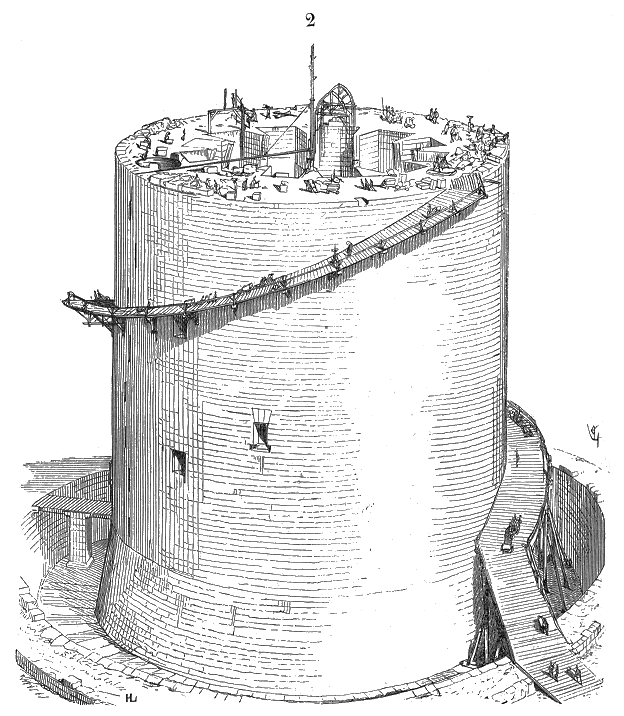
Andamio construido sobre una torre en  Coucy (según Viollet-le-Duc).
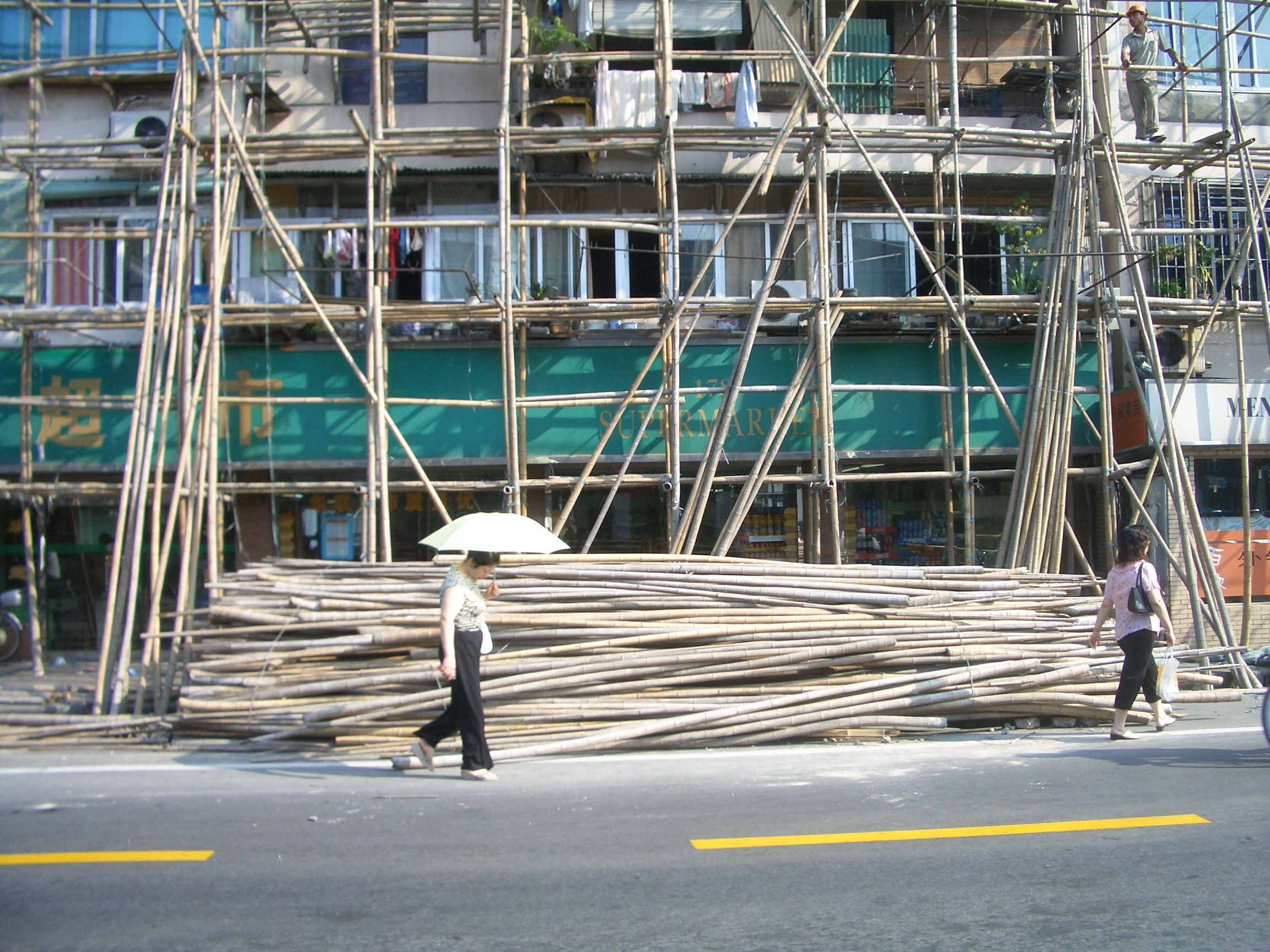
Andamio de bambú llamados 棚, Hong Kong.
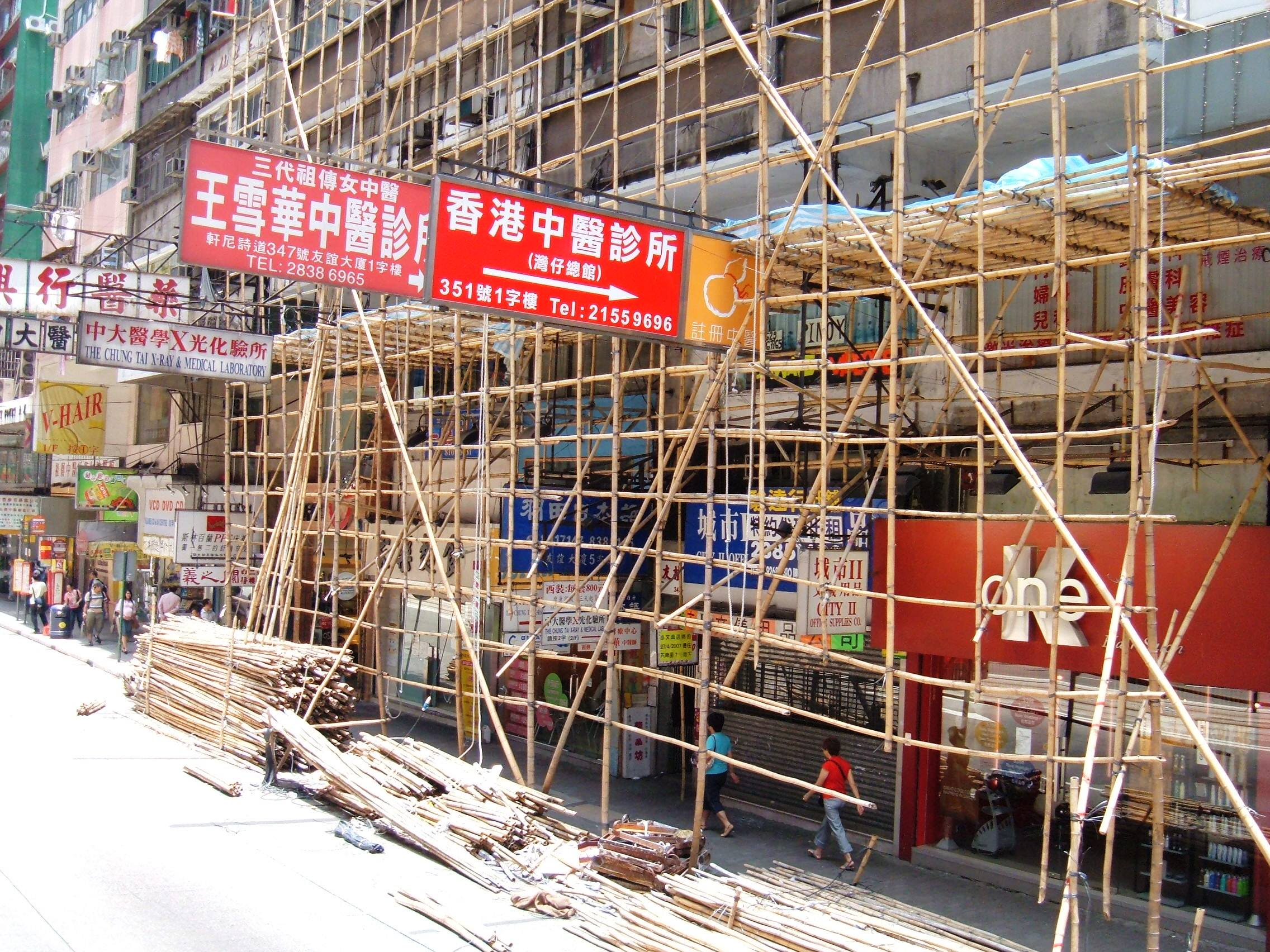
Andamio de bambú, Hong Kong.
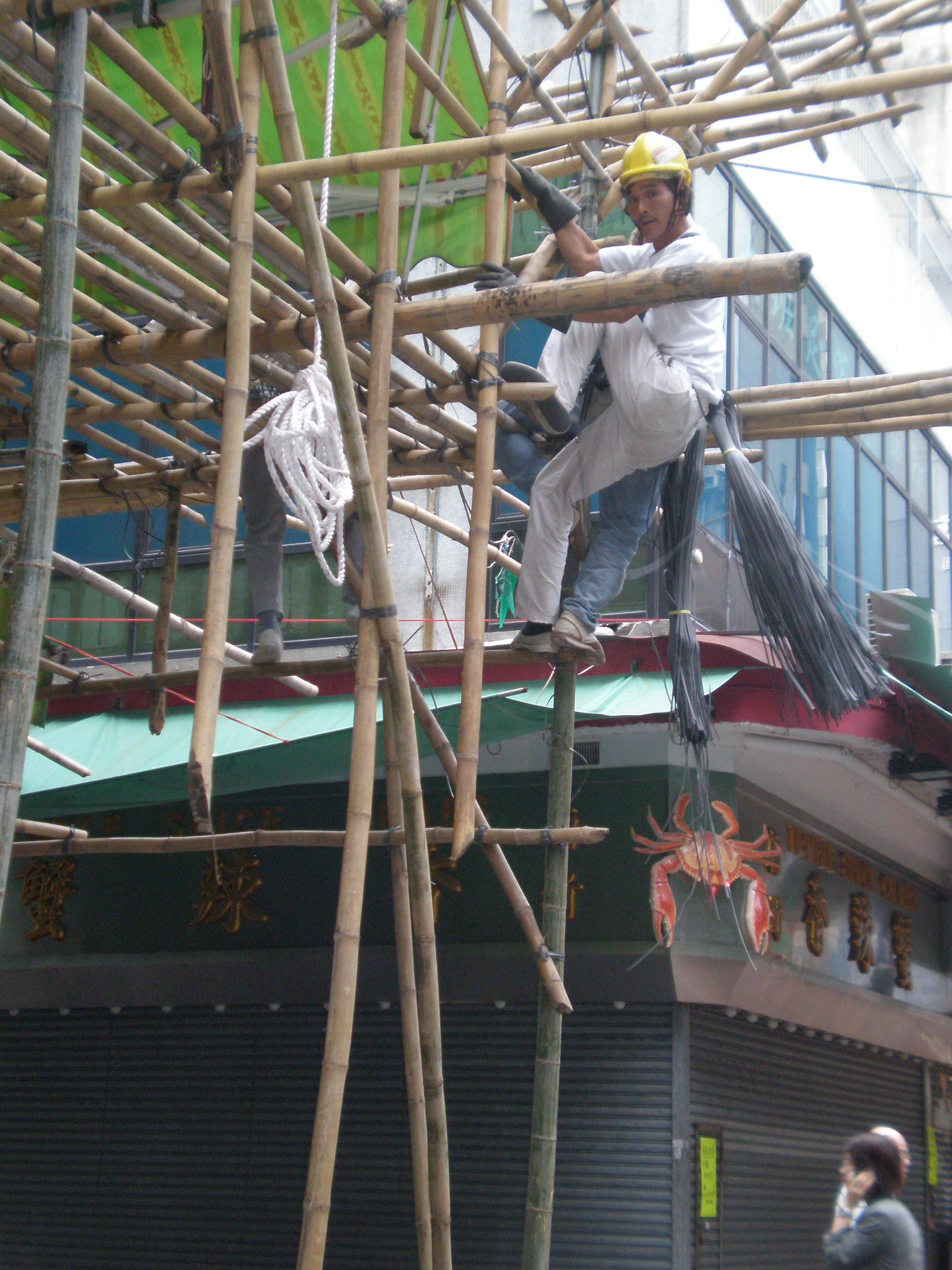
Montaje de un andamio de bambú, Hong Kong.